# Rosow
Rosow ist ein Ortsteil der Gemeinde Mescherin im Landkreis Uckermark in Brandenburg.

## Lage
Rosow befindet sich im äußersten Nordosten Brandenburgs. Es ist der nördlichste Ortsteil im gesamten Amt Gartz (Oder). Von der polnischen Grenze ist etwa 3 km entfernt. Nur der Gemeindeteil Neu-Rosow liegt noch östlicher. Jedoch verläuft die Oder hier schon komplett in Polen und besitzt nicht mehr die Funktion der Staatsgrenze. Zur Landesgrenze nach Mecklenburg-Vorpommern sind es auch nur ungefähr 1,5 km. Die Nachbargemeinden sind Tantow und die Stadt Gartz (Oder).

## Geschichte
Im Jahre 1243 wurde Rosow erstmals urkundlich erwähnt. 1300 entstand im Ort die erste Kirche. Rosow wurde zum Klosterdorf und war für die nächsten 300 Jahre mit dem Jungfrauenkloster zu Stettin verbunden. Durch den Vertrag von Prenzlau wurde Rosow und seine umliegenden Orte Brandenburg zugeordnet. Zuvor gehörten diese zu Pommern. Gegen 1535 erreichte auch die Reformation den Ort. Das Kloster wurde daraufhin aufgelöst. Ab diesem Zeitpunkt wurde Rosow durch das Amt Alten-Stettin verwaltet. Zwischen 1821 und 1822 begann die Besiedlung des Gemeindeteils Neu-Rosow. 1894 wurde der Ort nun auch mit einem Bahnhof an der Stettiner Bahn ausgestattet, der aber 1980 wieder geschlossen wurde. Um 1900 wurde eine Schule im Dorf eröffnet. Bis 1939 gehörte Rosow zum Landkreis Randow und von 1939 bis 1945 zum Landkreis Greifenhagen. Ab 1945 gehörte der Ort nun wieder neu gebildeten Landkreis Randow. Durch die Kreisgebietsreform in der DDR 1950 kam Rosow zum Kreis Angermünde. Nach dem Zweiten Weltkrieg siedelten sich Neubauern im Dorf an. 1960 wurde in Rosow die Landwirtschaftliche Produktionsgenossenschaft gegründet. Im Jahr 1970 wurde die Schule geschlossen. 1993 fand eine Feier zum 750-jährigen Dorfjubiläum statt. Seit dem 31. Dezember 2002 ist Rosow keine eigenständige Gemeinde mehr und wurde nach Mescherin eingemeindet. Heute wird Rosow durch das Amt Gartz (Oder) verwaltet.

## Bauwerke
Die Gedächtniskirche Rosow, etwa in der 2. Hälfte des 13. Jahrhunderts erbaut, steht unter Denkmalschutz.

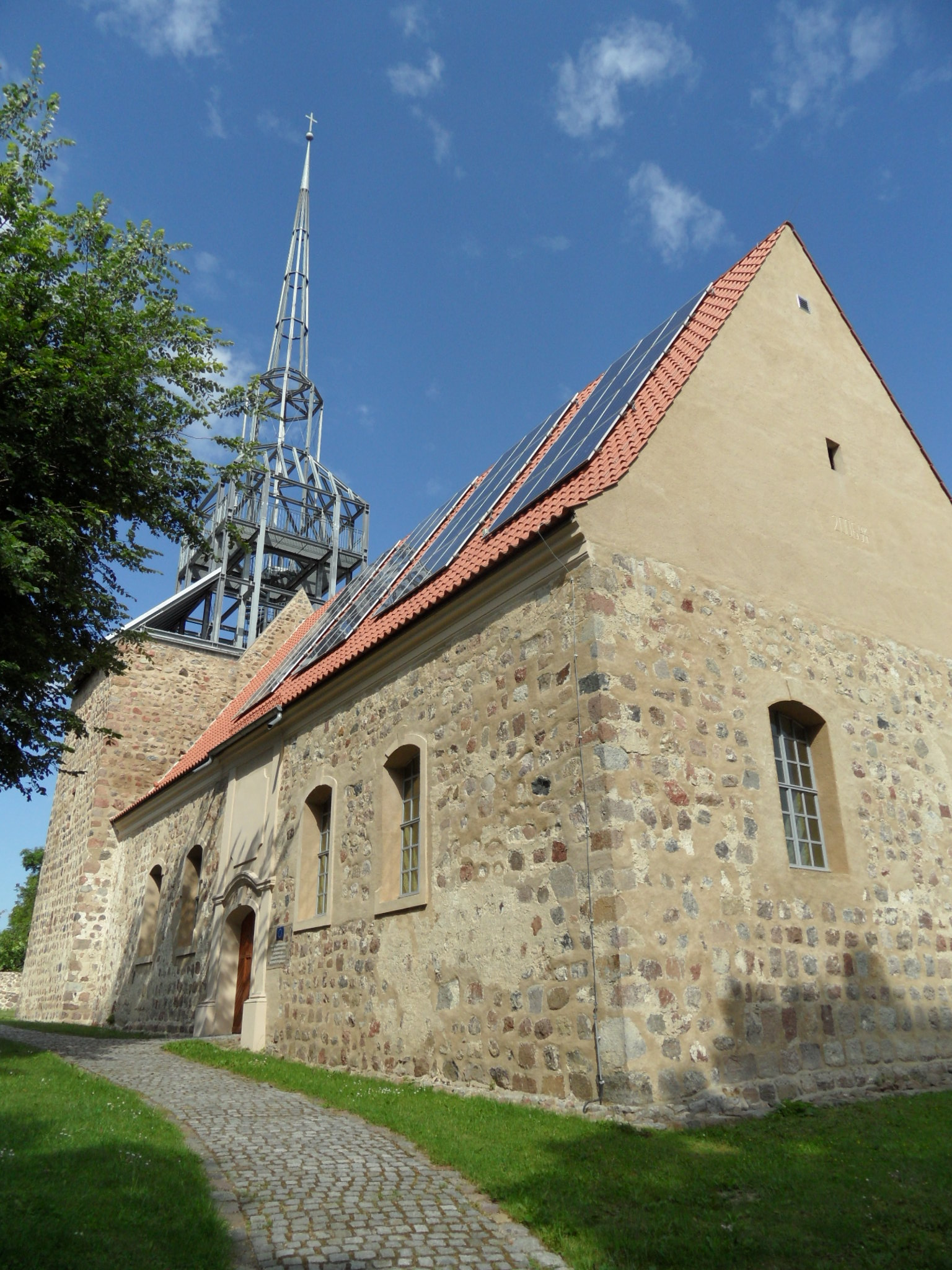
Gedächtniskirche Rosow

## Verkehr
Durch Rosow verläuft die Kreisstraße 7311. Etwa ein Kilometer östlich mündet diese in die Bundesstraße 2, die weiter nach Stettin und in der anderen Richtung nach Gartz (Oder) und Berlin führt.
Nachdem die Bedienung des Bahnhofs Rosow im Jahr 1980 eingestellt wurde, besitzt Rosow keinen direkten Anschluss ans Schienennetz mehr. Der nächste Bahnhof befindet sich seitdem in Tantow. Hier verkehren ungefähr alle zwei Stunden Regionalbahnen und zusätzlich zwei Regionalexpresszugpaare. In Rosow verkehren außerdem noch Busse der Uckermärkischen Verkehrsgesellschaft.